# اون‌کرک
اونتسجرک (به هلندی: Oenkerk) یک منطقهٔ مسکونی در هلند است که در تیچرکسترادیل واقع شده‌است. اونتسجرک ۱٬۷۸۴ نفر جمعیت دارد.